# Chio-chan no tsūgakuro
Chio-chan no tsūgakuro (ちおちゃんの通学路? lett. "La strada per scuola di Chio") è un manga scritto e disegnato da Tadataka Kawasaki, serializzato sulla rivista Monthly Comic Flapper di Media Factory dal 5 aprile 2014 al 5 settembre 2018. Un adattamento anime, prodotto da Diomedéa, è stato trasmesso in Giappone tra il 6 luglio e il 21 settembre 2018.

## Personaggi
Chio Miyamo (三谷裳 ちお?, Miyamo Chio)
Doppiata da: Naomi Ōzora
Manana Nonomura (野々村 真奈菜?, Nonomura Manana)
Doppiata da: Chiaki Omigawa
Yuki Hosokawa (細川 雪?, Hosokawa Yuki)
Doppiata da: Kaede Hondo
Momo Shinozuka (篠塚 桃?, Shinozuka Momo)
Doppiata da: Minori Suzuki
Madoka Kushitori (久志取 まどか?, Kushitori Madoka)
Doppiata da: Yō Taichi
Gotō (後藤?)
Doppiato da: Hiroki Takahashi
Mayuta Andō (安藤 繭太?, Andō Mayuta)
Doppiato da: Rikiya Koyama
Chiharu Andō (安藤 ちはる?, Andō Chiharu)

## Media

### Manga
Il manga, scritto e disegnato da Tadataka Kawasaki, è stato serializzato sulla rivista Monthly Comic Flapper di Media Factory dal 5 aprile 2014 al 5 settembre 2018. I vari capitoli sono stati raccolti in nove volumi tankōbon, pubblicati tra il 23 settembre 2014 e il 21 settembre 2018. In America del Nord i diritti sono stati acquistati da Yen Press.

#### Volumi
| Nº | Data di prima pubblicazione | Data di prima pubblicazione | Data di prima pubblicazione |
| Nº | Giapponese                  | Giapponese                  |                             |
| -- | --------------------------- | --------------------------- | --------------------------- |
| 1  | 23 settembre 2014           | ISBN 978-4-04-066857-4      |                             |
| 2  | 23 marzo 2015               | ISBN 978-4-04-067297-7      |                             |
| 3  | 19 settembre 2015           | ISBN 978-4-04-067811-5      |                             |
| 4  | 23 marzo 2016               | ISBN 978-4-04-068227-3      |                             |
| 5  | 23 settembre 2016           | ISBN 978-4-04-068538-0      |                             |
| 6  | 23 marzo 2017               | ISBN 978-4-04-069115-2      |                             |
| 7  | 23 settembre 2017           | ISBN 978-4-04-069415-3      |                             |
| 8  | 23 marzo 2018               | ISBN 978-4-04-069773-4      |                             |
| 9  | 21 settembre 2018           | ISBN 978-4-04-065107-1      |                             |

### Anime
Annunciato il 5 luglio 2017 su Monthly Comic Flapper, un adattamento anime, prodotto da Diomedéa e diretto da Takayuki Inagaki, è andato in onda dal 6 luglio al 21 settembre 2018. Le sigle di apertura e chiusura sono rispettivamente Danger in my Tsūgakuro (Danger in my 通学路?) di Naomi Ōzora, Chiaki Omigawa e Kaede Hondo e Nana iroad (ナナイロード?, Nana irōdo) di Ōzora e Omigawa. In varie parti del mondo gli episodi sono stati trasmessi in streaming in simulcast da Crunchyroll.

#### Episodi
| Nº | Titolo italiano (traduzione letterale) Giapponese 「Kanji」 - Rōmaji | In onda           | In onda |
| Nº | Titolo italiano (traduzione letterale) Giapponese 「Kanji」 - Rōmaji | Giapponese        |         |
| 1  | Perché lì c'è una scuola 「そこに学校があるから」 - Soko ni gakkō ga aru karaChio e Hosokawa 「ちおちゃんと細川さん」 - Chio-chan to Hosokawa-san                                                                                                  | 6 luglio 2018     |         |
| 2  | Bloody Butterfly Effect 「ブラッディ・バタフライ・エフェクト」 - Buraddi Batafurai EfekutoManana, Ōtoro e io 「真奈菜と大トロと私」 - Manana to Ōtoro to watashiBump of Slave 「バンプ・オブ・スレイブ」 - Banpu obu Sureibu                       | 13 luglio 2018    |         |
| 3  | Bloody Butterfly Effect 2 「ブラッディ・バタフライ・エフェクト②」 - Buraddi Batafurai Efekuto 2Kabaddic Four 「カバディック・フォー」 - Kabadikku Fō                                                                                               | 20 luglio 2018    |         |
| 4  | Smoke on the Sailor 「スモーク・オン・ザ・セーラー」 - Sumōku on za SērāPrendere in mano fiori di ciliegio 「桜の花を手にとって」 - Sakura no hana o te ni totteLa strada per scuola di Manana 「まななちゃんの通学路」 - Manana-chan no tsūgakuro | 27 luglio 2018    |         |
| 5  | Thank you, George 「サンキュー、ジョージ」 - Sankyū, JōjiMananatchio 「まななっちお」 - Mananatchio | 3 agosto 2018     |         |
| 6  | La strada di ciascuno 「それぞれの道」 - Sorezore no michiElude Chio 「エルードちおちゃん」 - Erūdo Chio-chan | 10 agosto 2018    |         |
| 7  | Chio in konbini 「コンビニちおちゃん」 - Konbini Chio-chanChio e il duello 「ちおちゃんと決闘」 - Chio-chan to kettōRicordi di quel giorno 「あの日のおもかげ」 - Ano hi no omokage                                                                | 17 agosto 2018    |         |
| 8  | A Yuki non interessa 「雪ちゃんは気にしない」 - Yuki-chan wa kinishinaiChio fisher 「チオ・フィッシャー」 - Chio fisshāLa storia di Momo 「桃ちゃんのおはなし」 - Momo-chan no ohanashi                                                            | 24 agosto 2018    |         |
| 9  | Cambio d'immagine di Chio 「イメチェンちおちゃん」 - Imechen Chio-chanFlat Cut 「フラットカット」 - Furatto Katto | 31 agosto 2018    |         |
| 10 | Shinozuka, il tenore di zucchero e la conferenza stampa 「篠塚さんと糖分と記者会見」 - Shinozuka-san to tōbun to kisha kaikenThousand Spring 「サウザンドスプリング」 - Sauzando SupuringuAndō e George 「安藤とジョージ」 - Andō to Jōji          | 7 settembre 2018  |         |
| 11 | Chio nel cuore della notte 「真夜中のちおちゃん」 - Mayonaka no Chio-chanApocri! 「あぽくり！」 - Apokuri! | 14 settembre 2018 |         |
| 12 | Semplicemente un abile metodo 「たったひとつの冴えたやりかた」 - Tatta hitotsu no saeta yarikataYuki non le indossa 「雪ちゃんはまとわない」 - Yuki-chan wa matowanai                                                                              | 21 settembre 2018 |         |

## Accoglienza
La serie ha vinto il premio Flapper al nono MF Comics Awards.